# Марко, Василий Петрович
Васи́лий Петро́вич Марко́ (укр. Василь Петрович Марко; 6 января 1936 года, Русское Поле, Первая Чехословацкая республика — 12 июня 2015 года, Кировоград, Украина) — советский и украинский литературовед, критик. Доктор филологических наук, профессор. Лауреат литературной премии имени Евгения Маланюка.

## Биография
В 1959 году окончил обучение в Ужгородском университете. В 1959—1975 года — учительствовал на Закарпатье. С 1975 года работает в Кировоградском педагогическом университете: с 1992 — профессор кафедры украинской литературы.
Научные исследования: теория и история украинского литературного процесса. Изучал концептуально-стилевые аспекты украинской литературы 20 века, теоретические основы анализа художественного произведения.

## Избранные труды
Автор более 350 научных работ касательно истории украинской литературы, теории литературы, методики преподавания литературы в общеобразовательной и высшей школах, среди них:
- Марко В. П. Художественный мир Михаила Стельмаха / Марко В. П. — К., 1982.
- Марко В. П. В измерениях стиля: лит.-крит. очерк. / Марко В. П. — К., 1984. — 118 с.
- Марко В. П. Окрыленные идеалом. Образ положительного героя в советской прозе 70-80-х годов / Марко В. П. — К., 1985.
- Марко В. П. Основа творческих исканий. Художественная концепция человека в современной украинской советской литературе. — К., 1987. — 165 с.
- Марко В. П. Анатолий Мороз: очерк творчества / В. Марко. — К., 1988. — 207 с.
- Марко В. П. Тропы к тайне слова: литературоведческие и методические студии / В. П. Марко. — К., 2007. — 264 с.
- Марко В. П. Анализ художественного произведения: Науч. пособие / Василий Петрович Марко. — К., 2013. — 280 с.

## Награды
- Отличник образования Украины (1986);
- Нагрудный знак «Петр Могила» (2005);
- Грамота Верховной Рады Украины (2011).